# Humbert de Sesmaisons
Pour les autres membres de la famille, voir Famille de Sesmaisons.
Louis-Humbert, comte de Sesmaisons (2 octobre 1777, château de Neuville - 2 octobre 1836, Nantes) est un militaire et homme politique français.

## Biographie
Fils de Louis-Henry-Charles-Rogatien de Sesmaisons, mestre de camp de cavalerie, et petit-fils de Clément Charles François de L'Averdy, il entra, à la première Restauration, dans la maison du roi, qu'il suivit à Gand pendant les Cent-Jours.
Élu, le 22 août 1815, député du grand-collège de la Loire-Inférieure, il prit place parmi les royalistes les plus intransigeants, demanda, le 27 octobre, la peine de mort pour le déploiement du drapeau tricolore, et la déportation hors du continent européen pour cris séditieux, fit partie de la commission de la loi dite d'amnistie, accusa Decazes de l'évasion de Lavalette et réclama une enquête, proposa que l'éligibilité des députés fût fixée à 25 ans, et parla sur l'impôt sur le sel.
Après la dissolution de la Chambre introuvable, il fut nommé lieutenant-colonel et chevalier de Saint-Louis.
Il échoua dans le grand collège de la Loire-Inférieure, aux élections du 25 mars 1819, puis fut successivement réélu, le 13 novembre 1820, le 10 octobre 1821 et le 6 mars 1824. Il ne cessa de figurer dans la majorité royaliste et approuva toutes les mesures proposées par les ministres.
En 1824, il devint gentilhomme de Monsieur à la place de son père décédé. Nommé pair de France par Villèle le 5 novembre 1827, il ne se fit remarquer à la Chambre haute que par son dévouement aux ministres, et rentra dans la vie privée, après les Journées de juillet 1830, en vertu de l'article 68 de la nouvelle Charte.
Il fut un collaborateur assidu de La Quotidienne.
Il est marié à Marguerite Victoire Sophie de Trevelec et à Victorine Marie Thérèse Le Loup de Chasseloir (héritière des châteaux de la Motte et du Rocher-Portail à Saint-Brice-en-Coglès).

## Publications
- Le chant des martyrs (1826)
- Opinion dans la discussion sur la loi de la presse (1827)
- Opinion sur la loi départementale (1829)
- Opinion dans la discussion sur la dotation de la Chambre des pairs, à l'article relatif à la transmission (1829)

## Sources
- « Humbert de Sesmaisons », dans Adolphe Robert et Gaston Cougny, Dictionnaire des parlementaires français, Edgar Bourloton, 1889-1891 [détail de l’édition]
- Émilien Maillard, Nantes et le département au XIXe siècle : littérateurs, savants, musiciens, & hommes distingués, 1891.